# Sali
Sali é um município (Općina) da Croácia localizado no condado de Zadar. Está situado na ilha de Dugi otok.